# Les Chroniques de Matt Hatter
Les Chroniques de Matt Hatter (Matt Hatter Chronicles) est une série télévisée d'animation britannico-canadienne en 52 épisodes de 22 minutes, produite par Nigel Stone, et  diffusée entre le 31 octobre 2011 et le 6 décembre 2015 sur CITV, et à partir du 8 septembre 2012 sur Teletoon et Télétoon,.
En France, la série est diffusée sur Canal J et Gulli.

## Épisodes

### Saison 1 (2011-2012)
1. Les Chevaliers du Multivers (Knights of the Multiverse)
2. Scorpiotron piqué à vif (Sting of Scorpiotron)
3. Le Crâne du corbeau noir (Skull of the Black Raven)
4. Le Réveil de la momie (The Rise of the Mummy)
5. Le Guerrier des sables (The Sand Warrior)
6. Docteur Fossil (Doc Fossil)
7. La Petite Boîte aux horreurs (Little Box of Horrors)
8. Le Labyrinthe du Minotaure (The Maze of the Minotaur)
9. La Clé perdue (The Lost Skeleton Key)
10. Le Génie dément (Twisted Genie)
11. Les Cendres du phénix (Fire Phoenix Rising)
12. Méduse et l'Armée de pierre (Medusa and the Stone Army)
13. La Chambre du destin (Chamber of Doom)

### Saison 2 (2012)
1. Le Roi des loups-garous (Werewolf King)
2. La Malédiction du royaume de cristal (The Curse of the Crystal Kingdom)
3. Capitaine Éclair (Captain Lightning)
4. Le Mage noir (The Dark Sorcerer)
5. Le Pilleur du tombeau perdu (Raider of the Lost Tomb)
6. L'Envolée de la sorcière (Flight of the Witch)
7. Des bonbons ou la vie (Trick or Treat)
8. Deux fois plutôt qu'une (Double Trouble)
9. L'Éclipse solaire (Solar Eclipse)
10. Le Cœur du vampire (Heart of a Vampire)
11. Le Monstre du lagon noir (Monster from the Dark Lagoon)
12. La Nuit des morts vivants (Night of the Living Dread)
13. Le Retour du métamorphe (Return of the Shape Shifter)

### Saison 3 (2013)
1. La Recharge de Cell Blaster (Cell Blaster Reboot)
2. Échapper à un méchant (Villain Vault Escape)
3. L'Attaque des dinosaures (Jurassic City)
4. L'Alliance du mal (The Evil Alliance)
5. Le Vol de la flèche d'or (Flight of the Golden Arrow)
6. Retour vers le futur (Return to the Future)
7. La Pierre du destin (The Doom Stone)
8. Le Code des guerriers (The Warriors Code)
9. Forêts de peurs (Forests of Fears)
10. La foudre frappe deux fois (Lightning Strikes Twice)
11. La Fumée qui rétrécit (Shrinking Gas)
12. L'Œil du tigre (The Tigers Eye)
13. La Clé de la planète (The Key of Realms)

## Doublage québécois
- Kevin Houle : Matteo
- Manuel Tadros : Grand-Père Alfred
- François Sasseville : Craw
- Xavier Dolan : Gomez
- Catherine Brunet : Roxie
- Paul Sarrasin : Teneroc
- Pascale Montreuil : Mère
- Yves Soutière : Père

 Source et légende : version québécoise (VQ) sur Doublage.qc.ca